# James T. Pratt

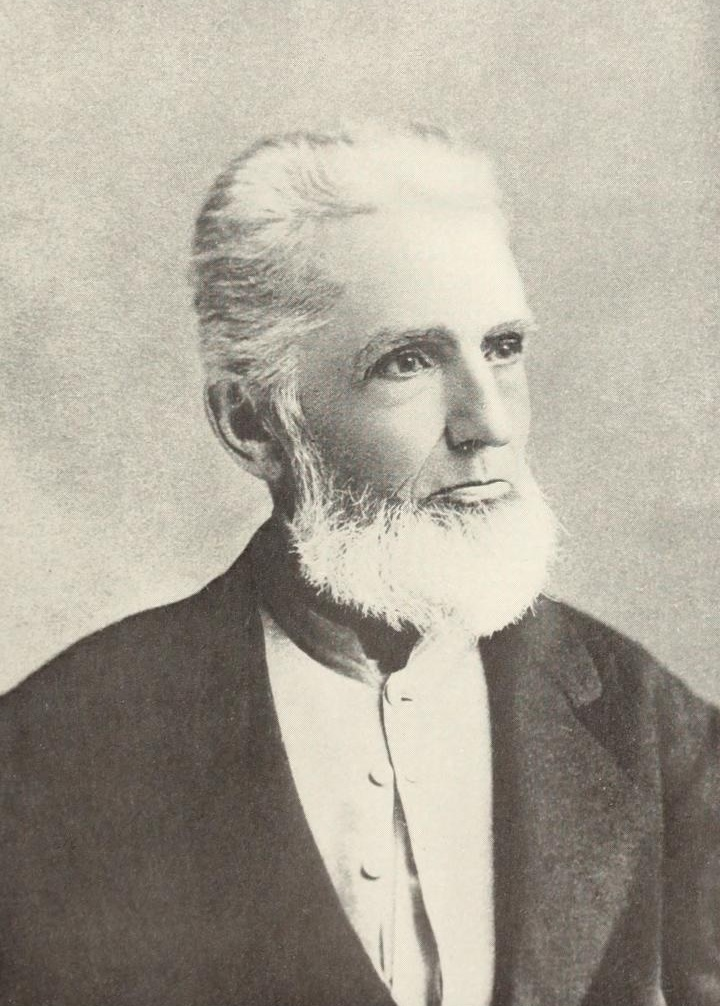
James T. Pratt

James Timothy Pratt (* 14. Dezember 1802 in Cromwell, Connecticut; † 11. April 1887 in Wethersfield, Connecticut) war ein US-amerikanischer Politiker. Zwischen 1853 und 1855 vertrat er den ersten Wahlbezirk des Bundesstaates Connecticut im US-Repräsentantenhaus.

## Werdegang
James Pratt besuchte die öffentlichen Schulen seiner Heimat. Danach wurde er in Hartford im Handel und in der Landwirtschaft tätig. Ab 1820 war er auch Mitglied der Kavallerie innerhalb der Miliz von Connecticut. Dabei stieg er bis 1846 zum Generalmajor auf. Dann war er, ebenfalls im Jahr 1846, als Adjutant General im Führungsstab dieser militärischen Einheit. Zwischen 1826 und 1829 war er Bürgermeister von Hartford. Im Jahr 1846 zog Pratt nach Rocky Hill.
Politisch war Pratt Mitglied der Demokratischen Partei. In den Jahren 1847, 1848 und 1850 wurde er in das Repräsentantenhaus von Connecticut gewählt. 1852 saß er auch im Staatssenat. Bei den Kongresswahlen des Jahres 1852 wurde er im ersten Distrikt von Connecticut in das US-Repräsentantenhaus in Washington, D.C. gewählt. Dort trat er am 4. März 1853 die Nachfolge von Charles Chapman von der Whig Party an. Da er aber bei den folgenden Wahlen im Jahr 1854 gegen Ezra Clark verlor, konnte er bis zum 3. März 1855 nur eine Legislaturperiode im Kongress absolvieren.
In den Jahren 1857 und 1862 wurde Pratt erneut in das Repräsentantenhaus von Connecticut gewählt. 1858 und 1859 scheiterten zwei Kandidaturen für das Amt des Gouverneurs. Im Frühjahr 1861 war er Mitglied einer Friedenskonferenz, die in Washington erfolglos den Ausbruch des Bürgerkrieges zu verhindern suchte. In den folgenden Jahren war James Pratt wieder in der Landwirtschaft tätig. Von 1870 bis 1871 war er noch einmal Abgeordneter im Staatsparlament. Er starb im April 1887 in Wethersfield und wurde in Middletown beigesetzt.